# Laksam
Laksam è un sottodistretto (upazila) del Bangladesh situato nel distretto di Comilla, divisione di Chittagong. Si estende su una superficie di 135,61 km² e conta una popolazione di 294 719 abitanti (censimento 2011).